# فيلي باين
فيلي باين هو سياسي بريطاني، ولد في 29 نوفمبر 1972 في Springburn ‏ في المملكة المتحدة. نشط حزبياً في حزب العمال. في 2009 Glasgow North East by-election ‏، انتخب عضو البرلمان الرابع والخمسون للمملكة المتحدة ‏ عن دائرة غلاسكو الشمالية الشرقية وقد انضم خلال فترته النيابية ‏ (13 نوفمبر 2009 – 12 أبريل 2010) للكتلة البرلمانية حزب العمال وفي انتخابات المملكة المتحدة لعام 2010، انتخب عضو البرلمان الخامس والخمسين للمملكة المتحدة ‏ عن دائرة غلاسكو الشمالية الشرقية وقد انضم خلال فترته النيابية ‏ (6 مايو 2010 – 30 مارس 2015) للكتلة البرلمانية حزب العمال.

## وصلات خارجية
- الموقع الرسمي